# Aphis artemifoliae
Aphis artemifoliae är en insektsart. Aphis artemifoliae ingår i släktet Aphis och familjen långrörsbladlöss. Inga underarter finns listade i Catalogue of Life.